# برنارد دبليو. بورتون
برنارد دبليو. بورتون (بالإنجليزية: Bernard W. Burton)‏ هو مونتير ومنتج أفلام ومصور سينمائي أمريكي، ولد في 24 ديسمبر 1898 في نيويورك في الولايات المتحدة، وتوفي في 26 فبراير 1991 في وودلاند هيلز، كاليفورنيا في الولايات المتحدة.

## وصلات خارجية
- برنارد دبليو. بورتون على موقع IMDb (الإنجليزية)
- برنارد دبليو. بورتون على موقع ألو سيني (الفرنسية)
- برنارد دبليو. بورتون على موقع أول موفي (الإنجليزية)
- برنارد دبليو. بورتون على موقع قاعدة بيانات الأفلام السويدية (السويدية)
- برنارد دبليو. بورتون على موقع قاعدة بيانات الفيلم (الإنجليزية)
- برنارد دبليو. بورتون على موقع كينوبويسك (الروسية)